# Lijst van weg- en veldkapellen in Balen
Dit is een onvolledige lijst van veldkapellen in de gemeente Balen. Kapelletjes komen vooral voor in katholieke gebieden van o.a. Nederland en België, en werden dikwijls gebouwd ter verering van een heilige. Ze zijn te vinden langs wegen in het buitengebied, maar komen ook voor binnen de bebouwde kom.
| Kapel                                                                      | Adres                        | Plaats         | Bouwperiode      | Architect      | Foto |
| -------------------------------------------------------------------------- | ---------------------------- | -------------- | ---------------- | -------------- | ---- |
| Muuns Kapelleke of Kapelleke van de Berg                                   | Berg                         | Balen          | Ca. 1900         | J. van de Poel |      |
| Onze-Lieve-Vrouw van Zeven Smartenkapel                                    | Brisdilstraat                | Balen          | 1931             |                |      |
| Onze-Lieve-Vrouw van Zeven Weeënkapel (Vendelbeeks kapelletje)             | Grees                        | Balen          | 1930             |                |      |
| Heilige-Odradakapel                                                        | Halflochtdijk                | Balen          | 1896             |                |      |
| Sint-Johanneskapel                                                         | Hoolstmolenstraat            | Balen          | 16e eeuw         |                |      |
| Onze-Lieve-Vrouwekapel (Boskapel)                                          | Kapelstraat                  | Balen          | Ca. 1945         |                |      |
| Onze-Lieve-Vrouw van Lourdeskapel                                          | Molenstraat-Krijnsveldstraat | Balen          | 1938             |                |      |
| Mariakapel                                                                 | Oude Molsebaan               | Balen          | Ca. 1975         |                |      |
| Mariakapel                                                                 | Peer Luytendijk              | Balen          | Ca. 1931         |                |      |
| Onze-Lieve-Vrouw Troosteres der Bedruktenkapel (Steegs kapelleke)          | Steegsebaan                  | Balen          | Ca. 1753         |                |      |
| Onze-Lieve-Vrouw van Zeven Smartenkapel                                    | Visbeekstraat                | Balen          | 1941-1942        |                |      |
| Sint-Antoniuskapel                                                         | Wolfsdonken                  | Balen          | 1938             |                |      |
| Onze-Lieve-Vrouwekapel                                                     | Zandstraat                   | Balen          | 1950             |                |      |
| Sint-Jan-de-Doperkapel                                                     | Endstraat                    | Balen-Gerheide | Ca. 1650 en 1693 |                |      |
| Onze-Lieve-Vrouw van Altijddurende Bijstandkapel (Haves- of Heivoortkapel) | Kerkhofstraat                | Olmen          | 1841             |                |      |
| Onze-Lieve-Vrouwekapel (Boskapel)                                          | Lichtenboslaan               | Olmen          | 1841             |                |      |